# Football Club Bari 1908 2017-2018
Questa voce raccoglie le informazioni riguardanti la Football Club Bari 1908 nelle competizioni ufficiali della stagione 2017-2018.

## Stagione
Dopo il dodicesimo posto della scorsa stagione, l'allenatore Stefano Colantuono, in comune accordo con la società decide di non proseguire il lavoro sulla panchina del Bari. Il 13 giugno 2017 viene ufficializzato Fabio Grosso come nuovo tecnico, coadiuvato dal vice Valeriano Recchi. Il ritiro estivo si svolge a Bedollo. Tra le amichevoli precampionato, la squadra biancorossa ne disputa una anche contro la Fiorentina a Moena pareggiando 1-1.
Nel calciomercato si lavora sostanzialmente su tutti i reparti, acquistando ancora altri giocatori con esperienze nella massima serie italiana. Lasciano il Bari il centrocampista Marco Romizi, dopo cinque anni di militanza in biancorosso, e il centravanti Riccardo Maniero.
Il Bari disputa il suo 46º campionato di Serie B e partecipa alla Coppa Italia. La stagione della squadra pugliese inizia il 6 agosto 2017 nel secondo turno di Coppa Italia contro il Parma, battuto dai biancorossi 2-1 in rimonta; nel terzo turno viene sconfitta con lo stesso risultato la Cremonese, sempre in rimonta. Nel quarto turno giocato il 29 novembre 2017 contro il Sassuolo il Bari viene sconfitto per 2-1 venendo eliminato dalla competizione. Il campionato per il Bari inizia con il posticipo del lunedì e vede i biancorossi vittoriosi per 3-0 contro il Cesena. Al termine della 16ª giornata, dopo la vittoria contro il Foggia, i galletti conquistano la prima posizione in classifica. Il Bari chiude la stagione al sesto posto qualificandosi per il turno preliminare dei play-off da disputare in casa contro il Cittadella. Il 25 maggio 2018, a campionato terminato, il Bari viene penalizzato di due punti per il ritardo nei pagamenti dei contributi IRPEF e INPS. La squadra scende così al settimo posto in classifica giocando il turno preliminare dei play-off contro il Cittadella non più in casa, ma in trasferta nella città veneta. Il Bari annuncia immediato ricorso che però viene respinto il 31 maggio. I galletti pareggiano per 2-2, dopo i tempi supplementari, col Cittadella venendo estromessi dai play-off per il peggior piazzamento in classifica rispetto alla squadra veneta.

## Divise e sponsor
Per la stagione 2017-2018 lo sponsor tecnico è Zeus Sport, mentre lo sponsor ufficiale è Birra Peroni.
La prima divisa è bianca con rifiniture rosse come da tradizione, con colletto a V. La divisa da trasferta è di colore rosso con inserti bianchi e colletto a polo. Dopo due stagioni, la terza maglia torna ad essere nera, questa volta con rifiniture dorate; si tratta di un omaggio alla maglia adidas del 1994-1995. Lo stemma sul petto è raffigurato in una versione differente rispetto alle prime due maglie perché rappresenta il solo galletto, di colore oro, senza l'ovale che lo racchiude. Le divise da portiere sono due completi monocolore che seguono il modello della prima e della terza maglia; i colori scelti in questo caso sono il grigio e l'arancione.
Per i 110 anni di vita della società biancorossa è stata inoltre adottata nell'inverno 2018 una speciale maglia celebrativa, simile a quella indossata dalla squadra nella stagione 1976-1977.
| 1ª divisa | 2ª divisa | 3ª divisa | 110 anni |

## Organigramma societario
Di seguito sono riportati i membri dello staff del Bari.
Area direttiva
- Presidente: Cosmo Antonio Giancaspro

Area tecnica
- Direttore sportivo: Sean Sogliano
- Allenatore: Fabio Grosso
- Allenatore in seconda: Valeriano Recchi
- Preparatore atletico: Giorgio Panzarasa
- Preparatore portieri: Massimo Cataldi
- Coll. Tecnici: Giovanni Loseto, Giuseppe Zappella, Stefano Raponi
- Team manager: Fabio Gatti
- Magazzinieri: Pasquale Lorusso, Vito Severino
- Match analyst: Guido Didona

Area sanitaria
- Responsabile sanitario: Antonio Gaglione
- Medico sociale: Massimo De Prezzo
- Nutrizionista: Alessandro Netti
- Fisioterapista: Non nominati

## Rosa
| N. |                        | Ruolo | Calciatore         |
| -- | ---------------------- | ----- | ------------------ |
| 1  | Italia (bandiera)      | P     | Alessandro Berardi |
| 3  | Italia (bandiera)      | D     | Elio Capradossi    |
| 4  | Italia (bandiera)      | D     | Stefano Sabelli    |
| 5  | Grecia (bandiera)      | D     | Marios Oikonomou   |
| 5  | Italia (bandiera)      | D     | Denis Tonucci      |
| 6  | Italia (bandiera)      | D     | Salvatore D'Elia   |
| 7  | Italia (bandiera)      | C     | Jacopo Petriccione |
| 8  | Albania (bandiera)     | C     | Migjen Basha       |
| 9  | Rep. Ceca (bandiera)   | A     | Libor Kozák        |
| 10 | Italia (bandiera)      | C     | Franco Brienza     |
| 11 | Italia (bandiera)      | A     | Cristian Galano    |
| 12 | Italia (bandiera)      | P     | Alessandro Micai   |
| 13 | Paesi Bassi (bandiera) | D     | Djavan Anderson    |
| 14 | Scozia (bandiera)      | C     | Liam Henderson     |
| 14 | Italia (bandiera)      | A     | Mattia Montini     |
| 15 | Italia (bandiera)      | D     | Mattia Cassani     |
| 16 | Italia (bandiera)      | A     | Riccardo Improta   |
| 17 | Italia (bandiera)      | C     | Luca Marrone       |
| 18 | Guinea (bandiera)      | A     | Karamoko Cissé     |

| N. |                       | Ruolo | Calciatore             |
| -- | --------------------- | ----- | ---------------------- |
| 19 | Slovenia (bandiera)   | D     | Jure Balkovec          |
| 19 | Italia (bandiera)     | C     | Leandro Greco          |
| 20 | Italia (bandiera)     | C     | Aniello Salzano        |
| 21 | Colombia (bandiera)   | C     | Andrés Tello           |
| 22 | Italia (bandiera)     | P     | Victor De Lucia        |
| 23 | Italia (bandiera)     | C     | Simone Iocolano        |
| 24 | Italia (bandiera)     | A     | Antonio Floro Flores   |
| 25 | Italia (bandiera)     | D     | Archimede Morleo       |
| 26 | Italia (bandiera)     | D     | Giuseppe Scalera       |
| 27 | Brasile (bandiera)    | A     | Nenê                   |
| 29 | Argentina (bandiera)  | A     | Federico Andrada       |
| 29 | Italia (bandiera)     | D     | Riccardo Fiamozzi      |
| 30 | Francia (bandiera)    | D     | Modibo Diakité         |
| 31 | Italia (bandiera)     | C     | Massimiliano Busellato |
| 32 | Slovacchia (bandiera) | D     | Norbert Gyömbér        |
| 33 | Brasile (bandiera)    | D     | Alan Empereur          |
| 33 | Brasile (bandiera)    | C     | Raphael Martinho       |
| 34 | Italia (bandiera)     | P     | Emanuele Conti         |

## Calciomercato

### Sessione estiva(dall'1/07 al 31/08)
| Acquisti | Acquisti               | Acquisti     | Acquisti          |
| R.       | Nome                   | da           | Modalità          |
| -------- | ---------------------- | ------------ | ----------------- |
| C        | Massimiliano Busellato | Salernitana  | definitivo        |
| A        | Cristian Galano        | Vicenza      | riscatto prestito |
| A        | Filip Raičević         | Vicenza      | riscatto prestito |
| P        | Jacopo Furlan          | Monopoli     | fine prestito     |
| A        | Mattia Montini         | Monopoli     | fine prestito     |
| C        | Giovanni Di Noia       | Ternana      | fine prestito     |
| D        | Giuseppe Scalera       | Fiorentina   | fine prestito     |
| A        | Sean Parker            | Monopoli     | fine prestito     |
| D        | Dembell Sall           | Pro Piacenza | fine prestito     |
| D        | Alberto Masi           | Ternana      | definitivo        |
| D        | Elio Capradossi        | Roma         | rinnovo prestito  |
| A        | Riccardo Improta       | Genoa        | prestito          |
| P        | Victor De Lucia        | Catanzaro    | definitivo        |
| A        | Antonio Floro Flores   | Chievo       | rinnovo prestito  |
| A        | Nenê                   |              | svincolato        |
| C        | Andrés Tello           | Juventus     | prestito          |
| D        | Salvatore D'Elia       | Vicenza      | definitivo        |
| D        | Riccardo Fiamozzi      | Genoa        | prestito          |
| C        | Simone Iocolano        | Alessandria  | prestito          |
| P        | Alessandro Berardi     | Messina      | definitivo        |
| C        | Luca Marrone           | Juventus     | prestito          |
| A        | Libor Kozák            |              | svincolato        |
| C        | Jacopo Petriccione     | Fiorentina   | definitivo        |
| D        | Norbert Gyömbér        | Roma         | prestito          |
| A        | Karamoko Cissé         | Benevento    | definitivo        |

| Cessioni | Cessioni           | Cessioni       | Cessioni      |
| R.       | Nome               | a              | Modalità      |
| -------- | ------------------ | -------------- | ------------- |
| P        | Enrico Guarna      | Foggia         | definitivo    |
| D        | Souleyman Doumbia  | Grasshoppers   | prestito      |
| C        | Dávid Ivan         | Sampdoria      | fine prestito |
| C        | Matteo Fedele      | Carpi          | fine prestito |
| A        | Vittorio Parigini  | Torino         | fine prestito |
| C        | Roman Macek        | Juventus       | fine prestito |
| P        | Daniel Offredi     | Avellino       | fine prestito |
| D        | Emanuele Suagher   | Atalanta       | fine prestito |
| D        | Fabio Daprelà      | Chievo         | fine prestito |
| P        | Stefano Gori       | Pro Piacenza   | prestito      |
| C        | Tomislav Gomelt    | Rijeka         | definitivo    |
| C        | Savvas Gkentsoglou | Hajduk Spalato | definitivo    |
| A        | Salvatore Caturano | Lecce          | definitivo    |
| A        | Riccardo Maniero   | Novara         | definitivo    |
| C        | Marco Romizi       | Vicenza        | definitivo    |
| D        | Nicola Turi        | Vicenza        | prestito      |
| P        | Jacopo Furlan      | Trapani        | prestito      |
| A        | Filip Raičević     | Pro Vercelli   | prestito      |
| D        | Vaggelīs Moras     | Panaitōlikos   | definitivo    |
| C        | Giovanni Di Noia   | Cesena         | prestito      |
| D        | Alberto Masi       | Spezia         | prestito      |
| A        | Mattia Montini     | Livorno        | prestito      |
| C        | Federico Furlan    | Brescia        | prestito      |
| P        | Stefano Faggiano   | Francavilla    | prestito      |
| D        | Dembel Sall        | -              | svincolato    |

### Operazione tra le due sessioni
| Acquisti | Acquisti        | Acquisti | Acquisti   |
| R.       | Nome            | da       | Modalità   |
| -------- | --------------- | -------- | ---------- |
| D        | Djavan Anderson |          | svincolato |
| P        | Emanuele Conti  |          | svincolato |
| D        | Modibo Diakité  |          | svincolato |

### Sessione invernale(dal 3/1 al 31/1)
| Acquisti | Acquisti         | Acquisti    | Acquisti   |
| R.       | Nome             | da          | Modalità   |
| -------- | ---------------- | ----------- | ---------- |
| D        | Jure Balkovec    | Domžale     | definitivo |
| D        | Marios Oikonomou | Bologna     | prestito   |
| D        | Alan Empereur    | Foggia      | prestito   |
| C        | Liam Henderson   | Celtic      | definitivo |
| A        | Federico Andrada | River Plate | definitivo |

| Cessioni | Cessioni          | Cessioni       | Cessioni      |
| R.       | Nome              | a              | Modalità      |
| -------- | ----------------- | -------------- | ------------- |
| C        | Raphael Martinho  | Ascoli         | definitivo    |
| C        | Leandro Greco     | Foggia         | prestito      |
| D        | Denis Tonucci     | Foggia         | definitivo    |
| D        | Giuseppe Scalera  | Fidelis Andria | prestito      |
| C        | Riccardo Fiamozzi | Genoa          | fine prestito |
| D        | Elio Capradossi   | Roma           | fine prestito |

## Risultati

### Serie B

#### Girone di andata
| Arbitro: | Sacchi (Macerata) |

|                                    |           |  |
| Improta 38’ Galano 59’ Tonucci 68’ | Marcatori |  |

| Arbitro: | Chiffi (Padova) |

|                               |           |                      |
| Caputo 9’, 11’ Donnarumma 54’ | Marcatori | 42’ Tello 67’ D'Elia |

| Arbitro: | Marinelli (Tivoli) |

|  |           |                                   |
|  | Marcatori | 30’ (rig.) Bentivoglio 58’ Zigoni |

| Arbitro: | Rapuano (Rimini) |

|                                               |           |                         |
| Cassani 5’ (aut.) D. Ciofani 30’ Sammarco 71’ | Marcatori | 15’, 29’ (rig.) Improta |

| Arbitro: | Di Paolo (Avezzano) |

|             |           |  |
| Improta 72’ | Marcatori |  |

| Arbitro: | Ghersini (Genova) |

|                            |           |  |
| Cissé 10’, 56’ Improta 20’ | Marcatori |  |

| Arbitro: | Ros (Pordenone) |

|           |           |  |
| López 84’ | Marcatori |  |

| Arbitro: | Aureliano (Bologna) |

|                               |           |            |
| Improta 67’ Galano 72’ (rig.) | Marcatori | 65’ Krešić |

| Arbitro: | Martinelli (Roma) |

|                           |           |                 |
| Castiglia 30’ Morra 90+4’ | Marcatori | 47’, 77’ Galano |

| Arbitro: | Marini (Roma) |

|                                       |           |                   |
| Basha 20’, 77’ Improta 48’ Galano 67’ | Marcatori | 2’ Salvi 83’ Pasa |

| Arbitro: | Pinzani (Empoli) |

|                                           |           |            |
| And. Caracciolo 17’ Capradossi 52’ (aut.) | Marcatori | 33’ Galano |

| Arbitro: | Serra (Torino) |

|                                              |           |  |
| Galano 54’ Mogos 59’ (aut.) Floro Flores 73’ | Marcatori |  |

| Arbitro: | Pezzuto (Lecce) |

|                     |           |                |
| A. Rossi 14’, 45+3’ | Marcatori | 5’, 77’ Galano |

| Arbitro: | Piccinini (Forlì) |

|             |           |  |
| Brienza 77’ | Marcatori |  |

| Arbitro: | Pillitteri (Palermo) |

|               |           |                              |
| Maniero 90+7’ | Marcatori | 48’ Petriccione 90’ Anderson |

| Arbitro: | La Penna (Roma) |

|              |           |  |
| Galano 90+2’ | Marcatori |  |

| Arbitro: | Sacchi (Macerata) |

|                                              |           |            |
| La Mantia 18’ Troiano 37’ (rig.) De Luca 69’ | Marcatori | 65’ Galano |

| Arbitro: | Pinzani (Empoli) |

|  |           |                                         |
|  | Marcatori | 62’ Rispoli 69’ Trajkovski 75’ Coronado |

| Arbitro: | Di Paolo (Avezzano) |

|                |           |                          |
| Di Carmine 33’ | Marcatori | 21’, 71’ Galano 41’ Nenê |

| Bari 21 dicembre 2017, ore 20:30 CET 20ª giornata | Bari              | 0 – 0 referto | Parma | Stadio San Nicola (15 160 spett.)\| Arbitro: \| Piccinini (Forlì) \| |
| Arbitro:                                          | Piccinini (Forlì) |               |       |                                                                      |

| Carpi 28 dicembre 2017, ore 20:30 CET 21ª giornata | Carpi             | 0 – 0 referto | Bari | Stadio Sandro Cabassi (2 145 spett.)\| Arbitro: \| Ghersini (Genova) \| |
| Arbitro:                                           | Ghersini (Genova) |               |      |                                                                         |

#### Girone di ritorno
| Arbitro: | Marini (Roma) |

|            |           |                    |
| Laribi 13’ | Marcatori | 50’ (aut.) Suagher |

| Arbitro: | Minelli (Varese) |

|  |           |                                                |
|  | Marcatori | 8’ Donnarumma 29’ Caputo 64’ Zajc 78’ Ninković |

| Arbitro: | Chiffi (Padova) |

|                             |           |             |
| Štulac 22’ Litteri 31’, 36’ | Marcatori | 61’ Sabelli |

| Arbitro: | Di Paolo (Avezzano) |

|           |           |  |
| Kozák 63’ | Marcatori |  |

| Arbitro: | Aureliano (Bologna) |

|  |           |            |
|  | Marcatori | 64’ D'Elia |

| Arbitro: | Marinelli (Tivoli) |

|             |           |                          |
| Defendi 11’ | Marcatori | 3’ Henderson 63’ Marrone |

| Arbitro: | Fourneau (Roma) |

|             |           |           |
| Brienza 71’ | Marcatori | 10’ Forte |

| Arbitro: | Rapuano (Rimini) |

|             |           |                      |
| Vajushi 31’ | Marcatori | 64’ Nenê 90+1’ Cissé |

| Arbitro: | Balice (Termoli) |

|                       |           |                           |
| Kozák 66’ Brienza 83’ | Marcatori | 40’ Ghiglione 90+2’ Morra |

| Cittadella 17 marzo 2018, ore 15:00 CET 31ª giornata | Cittadella      | 0 – 0 referto | Bari | Stadio Piercesare Tombolato (3 828 spett.)\| Arbitro: \| La Penna (Roma) \| |
| Arbitro:                                             | La Penna (Roma) |               |      |                                                                             |

| Arbitro: | Giua (Olbia) |

|                               |           |  |
| Improta 8’ Cissé 30’ Nenê 54’ | Marcatori |  |

| Arbitro: | Ros (Pordenone) |

|              |           |  |
| Buzzegoli 3’ | Marcatori |  |

| Arbitro: | Di Martino (Teramo) |

|               |           |              |
| Henderson 21’ | Marcatori | 59’ Casasola |

| Arbitro: | Pinzani (Empoli) |

|                             |           |                       |
| Mancuso 47’ Pettinari 90+3’ | Marcatori | 22’ Nenê 31’ Anderson |

| Arbitro: | Marini (Roma) |

|                  |           |              |
| Floro Flores 62’ | Marcatori | 45+1’ Pușcaș |

| Arbitro: | Chiffi (Padova) |

|                    |           |          |
| Gyömbér 23’ (aut.) | Marcatori | 29’ Nenê |

| Arbitro: | Serra (Torino) |

|              |           |  |
| Balkovec 20’ | Marcatori |  |

| Arbitro: | Aureliano (Bologna) |

|               |           |          |
| La Gumina 80’ | Marcatori | 89’ Nenê |

| Arbitro: | Sacchi (Macerata) |

|                                            |           |              |
| Gyömbér 38’ Andrada 74’ Floro Flores 90+1’ | Marcatori | 86’ Diamanti |

| Arbitro: | Di Paolo (Avezzano) |

|              |           |  |
| Gagliolo 59’ | Marcatori |  |

| Arbitro: | Pillitteri (Palermo) |

|                        |           |  |
| Galano 27’ Brienza 45’ | Marcatori |  |

#### Play-off
| Arbitro: | Ghersini (Genova) |

|                     |           |                     |
| Bartolomei 59’, 69’ | Marcatori | 51’ Galano 87’ Nenê |

### Coppa Italia

#### Turni eliminatori
| Arbitro: | Saia (Palermo) |

|                 |           |                  |
| Galano 36’, 90’ | Marcatori | 2’ (rig.) Calaiò |

| Arbitro: | Maresca (Napoli) |

|                      |           |                 |
| Salzano 29’ Nenê 41’ | Marcatori | 8’ A. Brighenti |

| Arbitro: | Pillitteri (Palermo) |

|                               |           |                 |
| Falcinelli 34’ Politano 90+3’ | Marcatori | 64’ (rig.) Nenê |

## Statistiche

### Statistiche di squadra
| Competizione | Punti | In casa | In casa | In casa | In casa | In casa | In casa | In trasferta | In trasferta | In trasferta | In trasferta | In trasferta | In trasferta | Totale | Totale | Totale | Totale | Totale | Totale | D.R. |
| Competizione | Punti | G       | V       | N       | P       | GF      | GS      | G            | V            | N            | P            | GF           | GS           | G      | V      | N      | P      | GF     | GS     | D.R. |
| ------------ | ----- | ------- | ------- | ------- | ------- | ------- | ------- | ------------ | ------------ | ------------ | ------------ | ------------ | ------------ | ------ | ------ | ------ | ------ | ------ | ------ | ---- |
| Serie B      | 65    | 21      | 13      | 5       | 3       | 33      | 18      | 21           | 5            | 8            | 8            | 26           | 30           | 42     | 18     | 13     | 11     | 59     | 48     | +11  |
| Play-off     | -     | 0       | 0       | 0       | 0       | 0       | 0       | 1            | 0            | 1            | 0            | 2            | 2            | 1      | 0      | 1      | 0      | 2      | 2      | 0    |
| Coppa Italia | -     | 2       | 2       | 0       | 0       | 4       | 2       | 1            | 0            | 0            | 1            | 1            | 2            | 3      | 2      | 0      | 1      | 5      | 4      | +1   |
| Totale       | 65    | 23      | 15      | 5       | 3       | 37      | 20      | 22+1         | 5            | 8+1          | 9            | 27+2         | 32+2         | 45+1   | 20     | 13+1   | 12     | 64+2   | 52+2   | +12  |

### Andamento in campionato
| Giornata  | 1 | 2 | 3  | 4  | 5  | 6 | 7  | 8 | 9 | 10 | 11 | 12 | 13 | 14 | 15 | 16 | 17 | 18 | 19 | 20 | 21 | 22 | 23 | 24 | 25 | 26 | 27 | 28 | 29 | 30 | 31 | 32 | 33 | 34 | 35 | 36 | 37 | 38 | 39 | 40 | 41 | 42 |
| --------- | - | - | -- | -- | -- | - | -- | - | - | -- | -- | -- | -- | -- | -- | -- | -- | -- | -- | -- | -- | -- | -- | -- | -- | -- | -- | -- | -- | -- | -- | -- | -- | -- | -- | -- | -- | -- | -- | -- | -- | -- |
| Luogo     | C | T | C  | T  | C  | C | T  | C | T | C  | T  | C  | T  | C  | T  | C  | T  | C  | T  | C  | T  | T  | C  | T  | C  | T  | T  | C  | T  | C  | T  | C  | T  | C  | T  | C  | T  | C  | T  | C  | T  | C  |
| Risultato | V | P | P  | P  | V  | V | P  | V | N | V  | P  | V  | N  | V  | V  | V  | P  | P  | V  | N  | N  | N  | P  | P  | V  | V  | V  | N  | V  | N  | N  | V  | P  | N  | N  | N  | N  | V  | N  | V  | P  | V  |
| Posizione | 1 | 7 | 14 | 18 | 11 | 8 | 12 | 8 | 6 | 4  | 7  | 5  | 6  | 4  | 1  | 1  | 1  | 4  | 2  | 3  | 3  | 4  | 7  | 8  | 5  | 5  | 4  | 6  | 5  | 6  | 5  | 4  | 6  | 5  | 5  | 6  | 7  | 6  | 6  | 6  | 6  | 7  |

Legenda:

Luogo: C = Casa; T = Trasferta. Risultato: V = Vittoria; N = Pareggio; P = Sconfitta.

### Statistiche dei giocatori
| Giocatore       | Serie B  | Serie B | Serie B     | Serie B    | Coppa Italia | Coppa Italia | Coppa Italia | Coppa Italia | Totale   | Totale | Totale      | Totale     |
| Giocatore       | Presenze | Reti    | Ammonizioni | Espulsioni | Presenze     | Reti         | Ammonizioni  | Espulsioni   | Presenze | Reti   | Ammonizioni | Espulsioni |
| --------------- | -------- | ------- | ----------- | ---------- | ------------ | ------------ | ------------ | ------------ | -------- | ------ | ----------- | ---------- |
| D. Anderson     | 19       | 2       | 0           | 0          | 0            | 0            | 0            | 0            | 19       | 2      | 0           | 0          |
| F. Andrada      | 3        | 1       | 0           | 0          | 0            | 0            | 0            | 0            | 3        | 1      | 0           | 0          |
| J. Balkovec     | 11+1     | 1       | 2           | 0          | 0            | 0            | 0            | 0            | 12       | 1      | 2           | 0          |
| M. Basha        | 31+1     | 2       | 8           | 0          | 3            | 0            | 1            | 0            | 35       | 2      | 9           | 0          |
| A. Berardi      | 0        | 0       | 0           | 0          | 0            | 0            | 0            | 0            | 0        | 0      | 0           | 0          |
| F. Brienza      | 29+1     | 4       | 0           | 1          | 3            | 0            | 0            | 0            | 33       | 4      | 0           | 1          |
| M. Busellato    | 26       | 0       | 7           | 0          | 2            | 0            | 0            | 0            | 28       | 0      | 7           | 0          |
| E. Capradossi   | 11       | -1      | 3           | 0          | 3            | 0            | 1            | 0            | 14       | -1     | 4           | 0          |
| M. Cassani      | 7        | -1      | 2           | 0          | 1            | 0            | 0            | 0            | 8        | -1     | 2           | 0          |
| E. Conti        | 0        | 0       | 0           | 0          | 0            | 0            | 0            | 0            | 0        | 0      | 0           | 0          |
| K. Cissé        | 31+1     | 4       | 2           | 0          | 0            | 0            | 0            | 0            | 32       | 4      | 2           | 0          |
| S. D'Elia       | 15       | 2       | 0           | 0          | 3            | 0            | 0            | 0            | 18       | 2      | 0           | 0          |
| M. Diakité      | 9        | 0       | 1           | 0          | 1            | 0            | 0            | 0            | 10       | 0      | 1           | 0          |
| V. De Lucia     | 2        | -3      | 0           | 0          | 1            | -2           | 0            | 0            | 3        | -5     | 0           | 0          |
| A. Empereur     | 8        | 0       | 3           | 1          | 0            | 0            | 0            | 0            | 8        | 0      | 3           | 1          |
| R. Fiamozzi     | 14       | 0       | 1           | 0          | 1            | 0            | 0            | 0            | 15       | 0      | 1           | 0          |
| A. Floro Flores | 27+1     | 3       | 1           | 0          | 0            | 0            | 0            | 0            | 28       | 3      | 1           | 0          |
| F. Furlan       | 1        | 0       | 0           | 0          | 1            | 0            | 0            | 0            | 2        | 0      | 0           | 0          |
| C. Galano       | 32+1     | 14+1    | 0           | 0          | 1            | 2            | 0            | 0            | 34       | 17     | 0           | 0          |
| N. Gyömbér      | 27+1     | 1       | 4+1         | 1          | 0            | 0            | 0            | 0            | 28       | 1      | 5           | 1          |
| L. Greco        | 0        | 0       | 0           | 0          | 1            | 0            | 1            | 0            | 1        | 0      | 1           | 0          |
| L. Kozák        | 15       | 2       | 2           | 0          | 1            | 0            | 0            | 0            | 16       | 2      | 2           | 0          |
| L. Henderson    | 18+1     | 2       | 5           | 1          | 0            | 0            | 0            | 0            | 19       | 2      | 5           | 1          |
| R. Improta      | 36       | 8       | 4           | 0          | 2            | 0            | 1            | 0            | 38       | 8      | 5           | 0          |
| S. Iocolano     | 21+1     | 0       | 0           | 0          | 1            | 0            | 0            | 0            | 23       | 0      | 0           | 0          |
| L. Marrone      | 33+1     | 1       | 7           | 1          | 0            | 0            | 0            | 0            | 34       | 1      | 7           | 1          |
| R. Martinho     | 0        | 0       | 0           | 0          | 0            | 0            | 0            | 0            | 0        | 0      | 0           | 0          |
| A. Micai        | 41+1     | -44+-2  | 2           | 1          | 2            | -2           | 0            | 0            | 44       | -48    | 2           | 1          |
| A. Morleo       | 4        | 0       | 1           | 0          | 1            | 0            | 0            | 0            | 5        | 0      | 1           | 0          |
| Nenê            | 23+1     | 6       | 3+1         | 0          | 3            | 2            | 1            | 0            | 27       | 8      | 5           | 0          |
| M. Oikonomou    | 3        | 0       | 0           | 0          | 0            | 0            | 0            | 0            | 3        | 0      | 0           | 0          |
| J. Petriccione  | 20       | 1       | 5           | 0          | 0            | 0            | 0            | 0            | 20       | 1      | 5           | 0          |
| S. Sabelli      | 20+1     | 1       | 5           | 0          | 1            | 0            | 0            | 0            | 22       | 1      | 5           | 0          |
| A. Salzano      | 4        | 0       | 0           | 0          | 3            | 1            | 1            | 0            | 7        | 1      | 1           | 0          |
| G. Scalera      | 0        | 0       | 0           | 0          | 1            | 0            | 0            | 0            | 1        | 0      | 0           | 0          |
| A. Tello        | 34+1     | 1       | 6           | 0          | 2            | 0            | 0            | 0            | 37       | 1      | 6           | 0          |
| D. Tonucci      | 8        | 1       | 3           | 0          | 2            | 0            | 0            | 0            | 10       | 1      | 3           | 0          |